# Hexatoma (Eriocera) griseicollis
Hexatoma (Eriocera) griseicollis is een tweevleugelige uit de familie steltmuggen (Limoniidae). De soort komt voor in het Oriëntaals gebied.